# Foroszcza
Foroszcza (ukr.  Велика Хвороща) – wieś na Ukrainie w rejonie samborskim obwodu lwowskiego.

## Historia
Pod koniec XIX w. przysiółek wsi Łąka w powiecie samborskim.